# Armoll

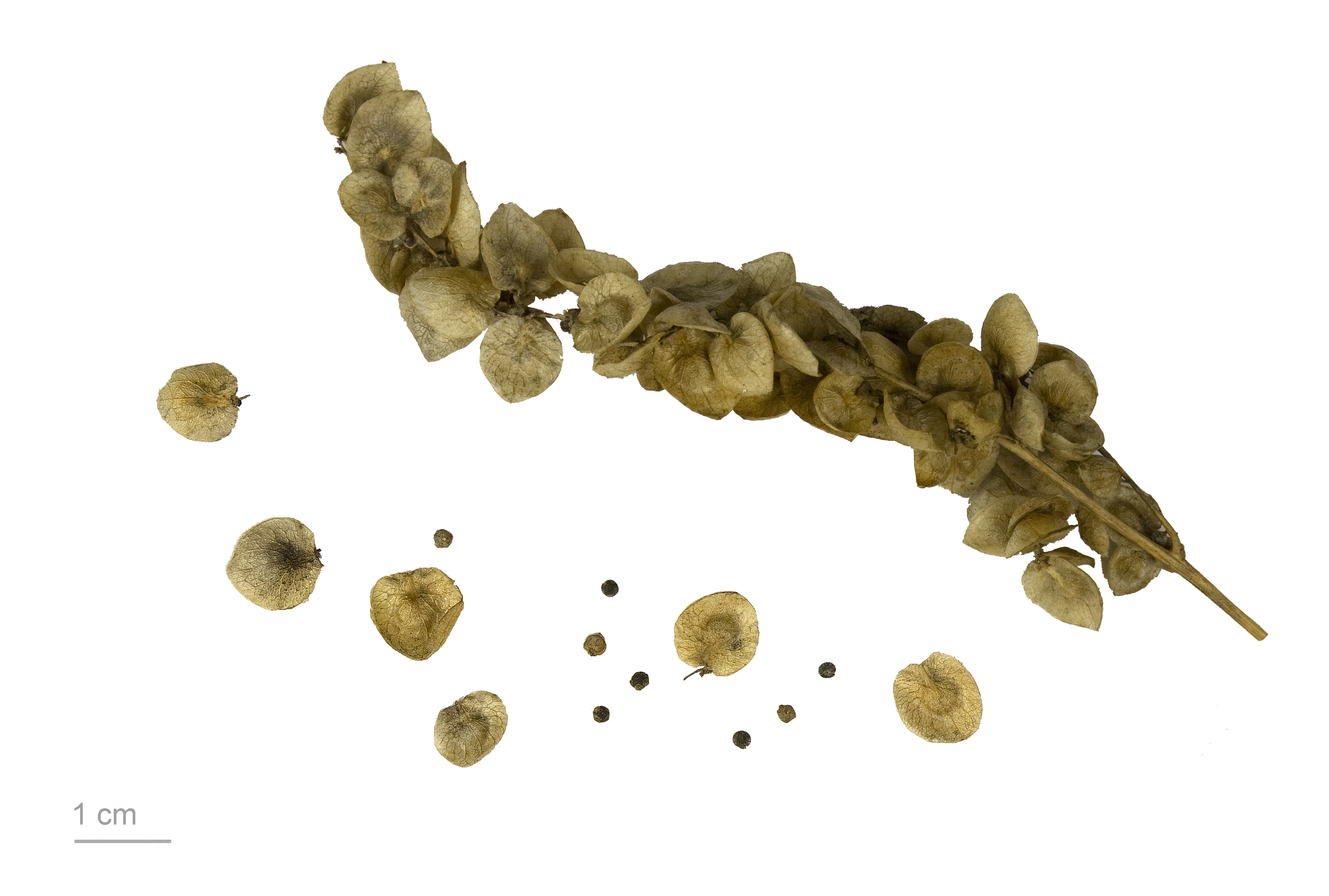
Atriplex hortensis

L'armoll (Atriplex hortensis) és una espècie de planta amb flor dins la família amarantàcia, es cultiva per les seves fulles que tenen un gust similar al dels espinacs (que són de la mateixa família). En temps antics era molt cultivada en els horts però actualment gairebé no es conrea als Països Catalans.

## Descripció
Planta anual molt resistent (dins del seu gènere hi ha plantes considerades males herbes), erecta que arriba a fer de 60 a 120 cm segons la varietat. Les fulles tenen formes variades, més aviat oblongues, de textura fina. Les flors són petites i fosques verdoses o vermelloses, les llavors són molt petites de color negre i envoltades per una membrana.